# 필리스 포바

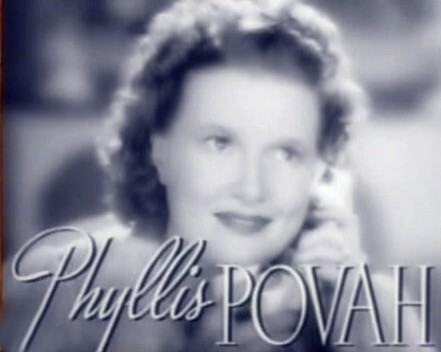

필리스 포바(Phyllis Povah, 1893년 7월 21일 ~ 1975년 8월 7일)는 미국의 배우, 연극 배우, 영화배우이다.
디트로이트에서 태어났다.

## 영화
- 팻과 마이크 (1952년)
- 레츠 페이스 잇 (1943년)
- 여자들 (1939년)